# Francesco di Neri da Volterra
Francesco Neri da Volterra (Volterra, ... – ...; fl. 1338-1376) è stato un pittore italiano attivo a Pisa, dove si trovano sue opere nel Camposanto monumentale, con scene della Vita di lavoro sulla parete sud.

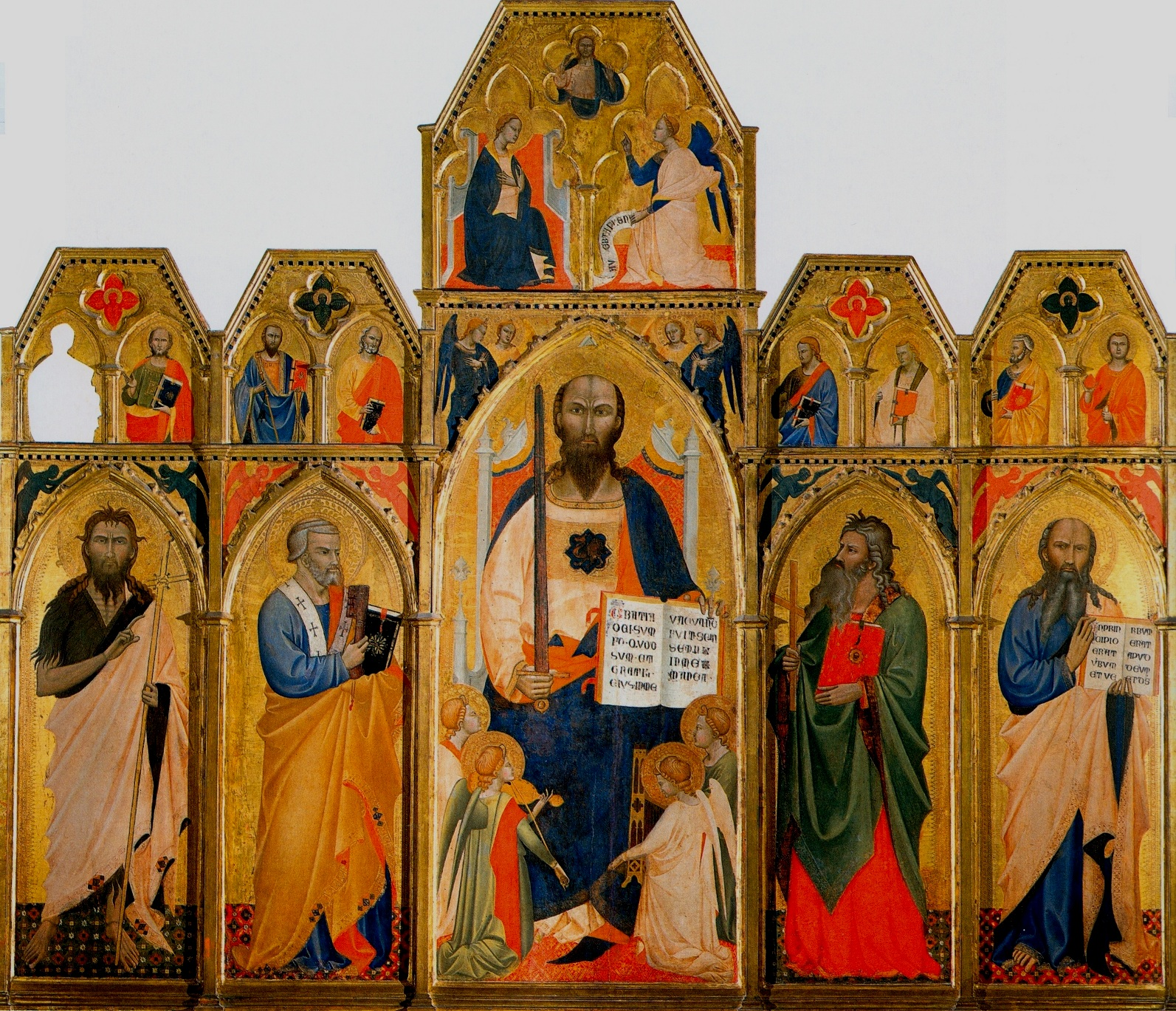
Polittico di San Paolo, collezione Vittorio Cini, Venezia

Francesco da Volterra dovrebbe essere identificato con Francesco di Maestro Giotto, un pittore di Firenze il cui nome appare nei libri della corporazione nel 1341.

## Biografia
Poco si sa di questo artista i cui anni di nascita e morte non sono documentati. Tuttavia, il fatto che provenisse da Volterra, dove è attestata la sua attività dal 1338, non è in discussione. Anzi nel mese di aprile 1338 risultava registrato il pagamento a suo favore da parte del camerlingue del Comune di Volterra, per un dipinto raffigurante una Vergine con Bambino situato "in camera palatii comuni,in qua morantur XII defensores". Nel mese di gennaio 1339 gli venne pagata una somma per "in servitium comunis Vulterranum actavit buxolas comunis" .
In un documento del 19 agosto 1343, esiste attestazione di un pagamento per saldo: "quod fecit certos lileos pro pennonibus tubatorum" .
Dal 1343 la sua presenza è attestata a Pisa mantenendo i contatti con Volterra.
Divenne cittadino pisano, a luglio o agosto 1358, ed entrò a far parte del Consiglio maggiore del Popolo, contemporaneamente al collega pittore Giovanni di Nicola .
In occasione del conflitto tra Pisa e Volterra, un documento dell'agosto 1363 attesta il suo ruolo di mediatore .

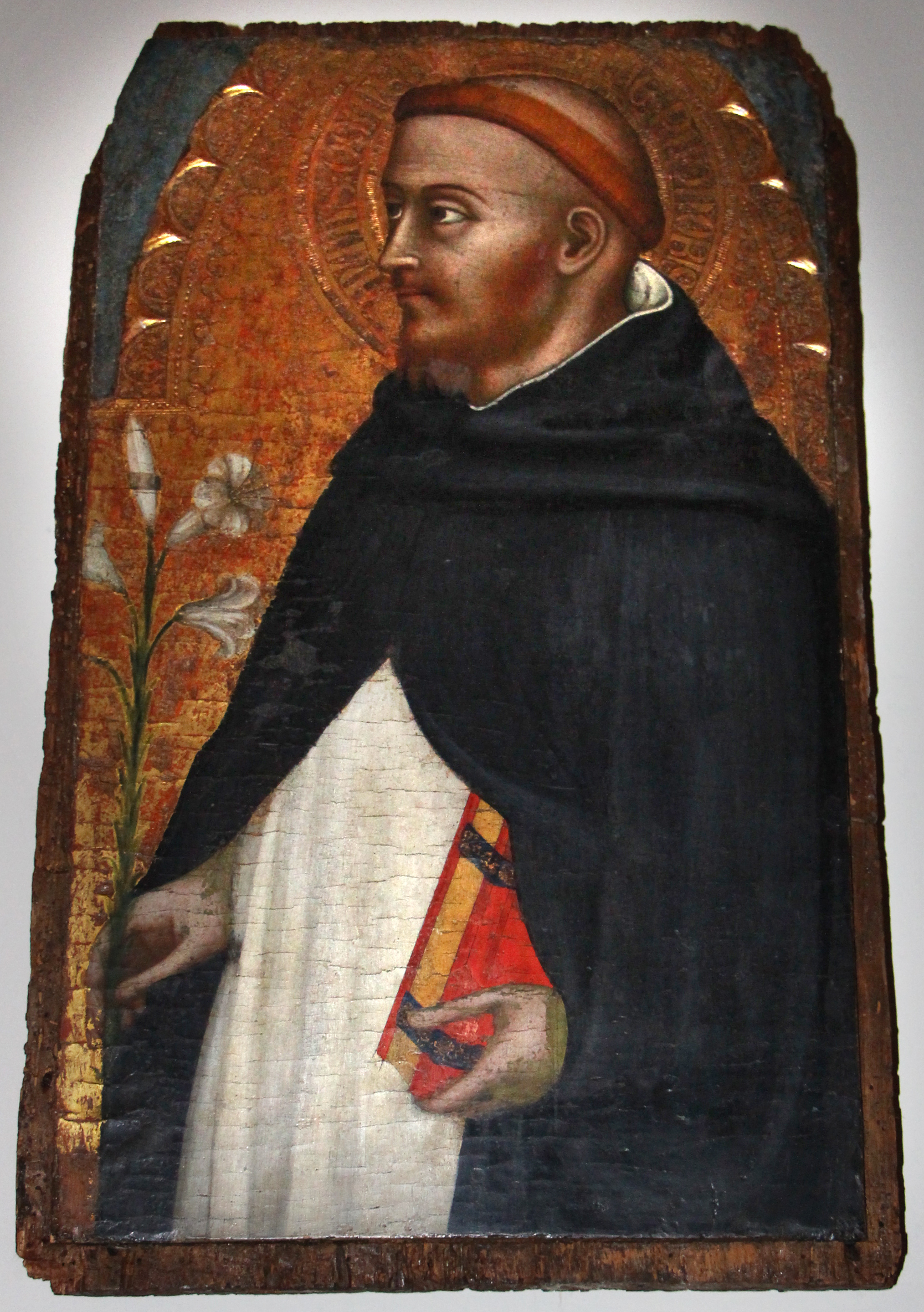
San Domenico, seconda metà del XIV secolo, Pinacoteca Giovanni Spano, Ploaghe (SS)

A seguito della morte del capitano generale di guerra del Comune di Pisa, Ghisello degli Ubaldini da Carda, Francesco si occupò della decorazione della bara e di dipingere gli stemmi della città e della casata del defunto secondo le norme, oltre a gualdrappe per cavalli e armature utilizzate nella processione funebre nella chiesa di Santa Caterina.
Nel luglio 1365 Francesco fu pagato per l'esecuzione di una pala d'altare destinata all'altare di San Paolo della Chiesa di Santa Caterina.
Altri documenti attestano la sua attività a Pisa tra il 1367 e il 1368, dove dal 1365 visse nella cappella di San Nicola .

Nel 1368 i pittori Jacopo di Michele detto "il Gera", Giambello di Barone e Neruccio di Federigo, furono incaricati dalla corte ecclesiastica di valutare il compenso pecuniario dovuto a Francesco di Volterra per alcuni affreschi e un dipinto su legno realizzati per il priorato San Pietro in Vinculis .
Dal mese di aprile 1370 fino all'agosto 1371 Francesco guidò una squadra di pittori con Neruccio di Federigo, Cecco di Pietro, Jacopo di Francesco e l'apprendista Berto d'Argomento da Volterra , per restaurare e completare le Storie di lavoro affrescate sulla parete sud del Camposanto de Pisa, attribuite principalmente a Taddeo Gaddi.
Un documento datato 28 gennaio 1386, trovato nel castello di Montignoso, cita una donna di nome Nicolosa, figlia "quondam Francisci Nerii Iuntarini pictoris de Vulterris" , suggerendo che in quella data morì Francesco de Volterra, ma documenti trovati di recente confermerebbero che l'artista era residente presso la cappella San Nicola almeno fino al 1403 .

## Opere
- Elementi di polittici smembrati e dispersi: San Paolo, Vergine con Bambino circondato da quattro santi, San Vescovo [9]
- Madonna col Bambino in trono tra gli angeli con tre sponsor, Galleria Estense, Modena
- Pietà, compartimento centrale polittico, Pinacoteca, Volterra,
- Madonna col Bambino in trono, chiesa dei Santi Benedetto e Lucia a San Benedetto,
- Madonna col Bambino, affreschi, chiesa della Madonna dei Galletti, Pisa,
- San Benedetto e San Romualdo, pale d'altare, Museo Nazionale di San Matteo a Pisa (dall'Abbazia di San Zeno),
- Madonna col Bambino, collezione privata, Firenze,
- Saints and Angels, due cuspidi polittiche, Museum of fine arts, Boston,
- Storie di Giobbe, Camposanto, Pisa,
- San Paolo, pinnacolo, tempera e oro su legno, 38,5 × 23,6
- Sant'Andrea, pinnacolo, tempera e oro su legno, 38 × 23,6